# Igor Wiktorowitsch Sanakojew
Igor Wiktorowitsch Sanakojew (russisch Игорь Викторович Санакоев; * 1947 in Aspindsa, Georgische SSR) ist ein südossetischer Politiker und ehemaliger Premierminister seines Landes.

## Leben und Karriere
Igor Sanakojew wurde 1947 in Aspindsa im Süden der georgischen Sowjetrepublik in eine ossetische Familie geboren. Er studierte an der biologisch-chemischen Fakultät des südossetischen pädagogischen Instituts in Zchinwali sowie später in Moskau, bevor er schließlich in verschiedenen Industrie- und Nahrungsmittelkombinaten in der südossetischen Hauptstadt arbeitete. Nach dem Zerfall der Sowjetunion war er zunächst bei RosTEK in Nordossetien beschäftigt. Nach der De-facto-Unabhängigkeit von Südossetien war er als Nachfolger von Gerassim Chugajew von September 2003 bis Mai 2005 Premierminister Südossetiens unter Präsident Eduard Kokoity.
Sanakojew ist verheiratet und hat einen Sohn.